# Академия Амбрелла (3-й сезон)
Третий сезон супергеройского драмедийного интернет-телесериала «Академия Амбрелла», состоящий из 10 эпизодов, был выпущен на Netflix 22 июня 2022 года. Сериал разработан Стивом Блэкманом и Джереми Слейтером на основе одноимённой серии комиксов, написанной Джерардом Уэем и проиллюстрированной Габриэлем Ба, которые также выступают исполнительными продюсерами. В третьем сезоне братья и сёстры Харгривз попадают в альтернативную временную линию, где Реджинальд усыновил и удочерил вместо них других детей, и вновь пытаются предотвратить апокалипсис.
Главные роли в третьем сезоне исполнили Эллиот Пейдж, Том Хоппер, Дэвид Кастанеда, Эмми Рэвер-Лэмпман, Роберт Шиэн, Эйдан Галлахер, Джастин Х. Мин, Риту Айря, Юсуф Гейтвуд, Марин Айрленд, Адам Годли, Кейт Уолш и Колм Фиори, а во второстепенных ролях снялись Кевин Ранкин, Джордан Клэр Роббинс, Джастин Пол Келли, Джон Капелос и Крис Холден-Рид. Третий сезон получил положительные отзывы.

## Актёры и персонажи

### В главных ролях
- Эллиот Пейдж[a] — Виктор Харгривз / Белая скрипка / Номер Семь
- Том Хоппер — Лютер Харгривз / Космобой / Номер Один
- Дэвид Кастанеда — Диего Харгривз / Кракен / Номер Два
- Эмми Рэвер-Лэмпман[англ.] — Эллисон Харгривз / Слух / Номер Три
- Роберт Шиэн — Клаус Харгривз / Сеанс / Номер Четыре
  - Данте Альбидоне — Клаус в детстве
- Эйдан Галлахер — Пятый Харгривз / Пацан / Номер Пять
  - Шон Салливан — пожилая версия Пятого
- Джастин Х. Мин[англ.] — Бен Харгривз / Ужас / Номер Два в Академии «Спэрроу»
- Риту Эрийа[англ.] — Лайла Питтс
- Генезис Родригес — Слоун Харгривз / Номер Пять в Академии «Спэрроу»
- Бритни Олдфорд — Фей Харгривз / Номер Три в Академии «Спэрроу»
- Колм Фиори — сэр Реджинальд Харгривз / Монокль

### Роли второго плана
- Джордан Клэр Роббинс[англ.] — Грейс
- Каллум Кит Ренни — Харлан Купер / Лестер Покет
  - Джастин Пол Келли — Харлан в детстве
- Юсуф Гейтвуд — Рэймонд Честнат
- Джастин Корнвелл[англ.] — Маркус Харгривз / Номер Один в Академии «Спэрроу»
- Джейк Эпштейн — Альфонсо Харгривз / Номер Четыре в Академии «Спэрроу»
- Каззи Дэвид — Джейми Харгривз / Номер Шесть в Академии «Спэрроу»
- Джейвон Уолтон[англ.] — Стэнли «Стэн»
- Джулиан Ричингс — Чет Родо

### Заметные гости
- Марин Айрленд — Сисси Купер
- Кейт Уолш — Куратор (озвучка; камео)
- Адам Годли — Финней Пого

## Эпизоды
| № общий | № в сезоне | Название                                                      | Режиссёр      | Автор сценария                         | Дата премьеры |
| --- | ---------- | ------------------------------------------------------------- | ------------- | -------------------------------------- | ------------- |
| 21 | 1          | «Знакомство с семьёй» «Meet The Family»                       | Джереми Уэбб  | Стив Блэкман и Мишель Ловретта         | 22 июня 2022  |
| По возвращении из Далласа 1960-х братья и сёстры «Амбреллы» оказываются в альтернативной временной линии. Там они узнают, что после встречи с ними в 1963-м сэр Реджинальд решил вместо них забрать на усыновление и удочерение семерых других детей, ставших членами популярной супергеройской команды под названием «Академия „Спэрроу“». Команды сражаются друг с другом, и «Амбрелла» начинает проигрывать, однако Ваня в последний момент выпускает заряд энергии, побеждая «Спэрроу». «Амбрелла» отправляется в отель «Обсидиан», чтобы обдумать дальнейший план действий, но Пятый обнаруживает, что оставил свой чемодан для путешествий во времени в здании Академии. Ваня заключает сделку с Номером Один из «Спэрроу», Маркусом, на условиях которой тот должен будет вернуть «Амбрелле» чемодан, а те взамен оставят «Спэрроу» в покое. Бен и Фей, Номер Три «Спэрроу», подслушивают их. Диего узнаёт о том, что у них с Лайлой есть сын по имени Стэн; Лайла уходит, оставляя их наедине. Тем временем, мужчина по имени Лестер Покет собирает чемодан и уезжает в неизвестном направлении. Когда Маркус приходит за чемоданом, он находит в подвале Кугельблиц, временную аномалию, вызванную пересечением линий времени, которая расщепляет его. Ставшая свидетелем этого Грейс, робот-служанка «Спэрроу», поклоняется Кугельблицу как своему Богу.      |            |                                                               |               |                                        |               |
| 22 | 2          | «Самый большой в мире клубок» «World's Biggest Ball Of Twine» | Шерил Дунье   | Джесси Маккиоун                        | 22 июня 2022  |
| Братья и сёстры «Амбреллы» разделяются; «Спэрроу» берут в заложники Лютера, поскольку считают, что Маркус находится у «Амбреллы». Будучи в плену, Лютер узнаёт больше о членах Академии и сближается с их Номером Пять, Слоун. Лайла пытается покинуть город, но обнаруживает, что её чемодан не работает. Узнав о смерти Сисси в 1989 году, Ваня отправляется на поиски себя, заявляет родственникам о том, что является трансгендером, и меняет имя на «Виктор». Братья и сёстры принимают его с распростёртыми объятьями. Эллисон отправляется к себе домой, где обнаруживает, что Клэр не существует в текущей временной линии. Пятый и Клаус отправляются на поиски биологической матери Клауса, однако узнают о том, что в этом времени их матери умерли ещё до их рождения и возник временной парадокс, который Пятый называет «Парадоксом деда». Диего и Стэн укрепляют связь после схватки с Номером Четыре «Спэрроу», Альфонсо, и Номером Шесть, Джейми. Эллисон и Виктор приходят к назначенному Маркусом месту, чтобы получить чемодан, но он не появляется. Сами того не зная, они оказываются преследуемы Лестером. Когда «Спэрроу» его отпускают, Лютер возвращается, чтобы увидеться со Слоун. Лайла имитирует способности Фей, чтобы украсть чемодан «Амбреллы». Ударные волны от растущего Кугельблица заставляют объекты, людей и животных исчезать. |            |                                                               |               |                                        |               |
| 23 | 3          | «Молнии в кармане» «Pocket Full Of Lightning»                 | Шерил Дунье   | Роберт Эскинс                          | 22 июня 2022  |
| Пятый объясняет принцип действия Парадокса деда, когда к команде возвращается Лютер. Пятый и Лайла объединяются, чтобы решить проблему с парадоксом, когда понимают, что их чемоданы не функционируют. Эллисон и Виктор встречаются со «Спэрроу», и Эллисон врёт им о том, что Маркус находится у «Амбреллы», а «Спэрроу» — о том, что чемодан у них. Безрассудное поведение Эллисон заставляет Виктора волноваться. Клаус расспрашивает Реджинальда об их матерях, и тот говорит, что не убивал их, и оба находят общий язык. Клаус также узнаёт, что «Спэрроу» постоянно заставляют Реджинальда пить таблетки, чтобы тот не мешал им, и учит того прятать лекарства вместо того, чтобы принимать их. «Спэрроу» обнаруживают Кугельблиц. Братья и сёстры «Спэрроу» и «Амбреллы» вступают в схватку в фойе отеля «Обсидиан». «Амбрелла» близка к поражению, однако появляется Лестер и с помощью сгустка энергии спасает их, убивая Альфонсо и Джейми. Виктор узнаёт в спасителе Харлана Купера, сына Сисси. |            |                                                               |               |                                        |               |
| 24 | 4          | «Кугельблиц» «Kugelblitz»                                     | Сильвен Уайт  | Эйрин Мишель Уильямс                   | 22 июня 2022  |
| Жизнь Харлана и его матери была весьма сложной, в основном из-за способностей, которые передались ему от Виктора в 1963 году. Когда Сисси умерла, он не смог сдержать свои эмоции и выпустил мощную волну энергии. В наши дни Харлан воссоединяется с Виктором. Эллисон пытается выведать информацию о чемодане у Слоун, но та не знает, где он находится. Лютер и Виктор возвращают Слоун к «Спэрроу» в качестве предложения перемирия, но Бен в последний момент вносит коррективы в сделку и предлагает сдать им Харлана. В руинах Комиссии Лайла и Пятый находят её основателя, — постаревшую версию Пятого из будущего без руки и с загадочной татуировкой — который просит Пятого не спасать мир, после чего умирает. Во время игры в отеле Клаус и Стэн находят роскошный номер под названием «Белый бизон», и Стэн случайно стреляет в Клауса из арбалета, убивая его. Харлан находит вырезки из газет об умерших матерях членов Академии «Амбрелла» и рассказывает Виктору о том, что когда его мать умерла, вызванный им всплеск энергии убил их матерей и спровоцировал Парадокс деда. |            |                                                               |               |                                        |               |
| 25 | 5          | «Меньшая из зол» «Kindest Cut»                                | Сильвен Уайт  | Элизабет Падден                        | 22 июня 2022  |
| Клаус просыпается в загробном мире, где встречает женщину на велосипеде, которая рассказывает о том, что он умирал более пятидесяти раз, но всегда воскресал благодаря способности к бессмертию. Также он воссоединяется со своей покойной матерью, которая просит его не скорбеть о ней и начать искать цель в жизни. Пятый и Лайла возвращаются, уничтожают чемодан и узнают, что Парадокс деда создал Кугельблиц, который вскоре должен уничтожить всё живое. Диего узнаёт о том, что Стэн убил Клауса, и пытается успокоить его, однако когда они решают избавиться от тела, Клаус воскресает. Лайла и Диего начинают свои отношения заново. Отчаянно пытаясь сбежать от своей травмы, Эллисон применяет свои способности на Лютере, но после снимает с него чары. Испуганный Лютер убегает на поиски Слоун. Остальные члены семьи соглашаются отдать Харлана «Спэрроу», чтобы они все вместе смогли сосредоточиться на Кугельблице. Виктор, чувствующий вину за травму, которую его способности нанесли Харлану, уговаривает Эллисон помочь вывести его из отеля. Клаус узнаёт в татуировке Пятого из будущего те, что есть у банды байкеров «Матери агонии», у которых он покупал наркотики. Пятый отправляется в клуб банды, где встречает Пого. |            |                                                               |               |                                        |               |
| 26 | 6          | «Мэриголд» «Marigold»                                         | Джефф Ф. Кинг | Лорен Отеро                            | 22 июня 2022  |
| В 2014 году Пого увольняется после спора с Реджинальдом касательно тренировок «Спэрроу». Перед уходом он оставляет ящик с лекарствами, которые поддерживают здоровье Реджинальда. В нашем времени Лайла и Диего находят в «Белом бизоне» потайной ход, который ведёт в альтернативную версию отеля «Обсидиан», отель «Забвение». Бен предлагает принять Лютера в ряды Академии «Спэрроу». Пого рассказывает Пятому о том, что символы на татуировке имеют связь с неким проектом «Забвение», которым был одержим Реджинальд. Лайла рассказывает Диего, что Стэн — не их родной сын, а ребёнок её подруги. Виктор забирает способности у Харлана. В процессе способности Эллисон улучшаются: теперь ей не требуется говорить людям «До меня дошёл слух…», чтобы их контролировать. Клаус спрашивает у Реджинальда, почему в оригинальной временной линии он раз за разом убивал его. Чтобы это выяснить, тот пропускает смертельный электрический заряд по телу Клауса. Пока Виктор восстанавливает силы, Эллисон узнаёт, что Харлан убил матерей «Амбреллы», и в качестве мести убивает его и доставляет тело «Спэрроу». |            |                                                               |               |                                        |               |
| 27 | 7          | «Ауфвидерзейн» «Auf Widersehen»                               | Кейт Вудс     | Мишель Ловретта                        | 22 июня 2022  |
| Реджинальд пытается улучшить способности Клауса к воскрешению, постоянно убивая его, с чем тот удачно справляется. Эллисон не чувствует вины за убийство Харлана и обвиняет Виктора в своих несчастьях. Лайла, Слоун, Кристофер и Виктор объединяют усилия, чтобы заточить Кугельблиц внутри Кристофера. Пятый убивает Грейс, когда та нападает на них с огнемётом. Когда Академии отмечают спасение мира, Лютер делает Слоун предложение руки и сердца, на которое она соглашается. Лайла сообщает Диего, что она беременна их общим ребёнком; она попросила Стэна притвориться их сыном, чтобы научить Диего выполнять отцовские обязанности. Пятый убеждает Виктора в том, что спасение Харлана не смогло бы изменить неудач прошлого. Кристофер внезапно взрывается, убивая Фей и освобождая Кугельблиц, который уничтожает дом. Пятый успевает спасти Бена и остальных. |            |                                                               |               |                                        |               |
| 28 | 8          | «Свадьба в конце света» «Wedding At The End Of The World»     | Пако Кабесас  | Джесси Маккиоун и Эйрин Мишель Уильямс | 22 июня 2022  |
| В 1918 году Реджинальд Харгривз основывает отель «Обсидиан». В день торжественного открытия он посылает в потайной ход группу солдат, которые тут же оказываются убиты. В настоящем времени братья и сёстры обретают убежище в отеле, а Лютер и Слоун объявляют о своей скорой свадьбе. Когда в отель прибывают Клаус и Реджинальд, последний пытается что-то сказать, но никто не хочет его слушать. Лютер просит Виктора вести себя по-мужски и не приглашает Бена на свой мальчишник. Слоун просит Бена перестать зависеть от своего текущего положения как не главного. После наставлений Клауса Реджинальд пытается вести себя как отец на праздничном банкете и произносит речь. Виктор пытается примириться с Эллисон, однако та отказывается его прощать. Клаус начинает укреплять свою связь с нетрезвым Беном. Группа (за исключением Эллисон) сидит во дворе, в то время как Кугельблиц поглощает город. Лютер заявляет, что теперь у него появилась семья, о которой он всегда мечтал. Пятый подслушивает, как Реджинальд заключает с кем-то сделку в «Белом бизоне». |            |                                                               |               |                                        |               |
| 29 | 9          | «Семь колоколов» «Seven Bells»                                | Пако Кабесас  | Роберт Эскинс                          | 22 июня 2022  |
| Испытывающий похмелье Пятый пытается понять, с кем Реджинальд заключил сделку прошлой ночью. Реджинальд созывает собрание и сообщает, что он построил отель «Обсидиан» в районе портала к «кнопке сброса» вселенной, которая появится, когда семеро людей пройдут через потайной ход и позвонить в семь колоколов, которые охраняет Страж. Эллисон, Лайла, Клаус и Бен соглашаются с планом, но Диего, Виктор, Лютер, Слоун и Пятый отказываются идти и решают остаться. Эллисон извиняется перед Лютером и Виктором, но Лютер думает, что она им манипулирует. Чтобы мотивировать группу, Реджинальд убивает Лютера и обвиняет в этом Стража. Пятый вспоминает, что тем, с кем Реджинальд заключил сделку, была Эллисон. Группа идёт через тоннель, пока Кугельблиц поглощает отель. Клаус пытается пойти следом, но Реджинальд отталкивает его, благодаря за помощь, но называя его слишком большой обузой. Чтобы наверняка оказаться в загробном мире, Клаус набрасывается на рог белого бизона и умирает. |            |                                                               |               |                                        |               |
| 30 | 10         | «Забвение» «Oblivion»                                         | Джефф Ф. Кинг | Стив Блэкман и Роберт Эскинс           | 22 июня 2022  |
| Реджинальд, Пятый, Эллисон, Виктор, Диего, Лайла, Слоун и Бен прибывают в отель «Забвение». Реджинальд призывает Стражей, пока группа пытается найти семизначный символ. Стражей удаётся победить, однако в процессе битвы они отрубают Пятому руку. В загробном мире Лютер уговаривает Клауса вернуться в мир живых, где рассказывает о предательстве Реджинальда. Пятый замечает символ с семью звёздами на полу в лобби. Все, кроме Эллисон, встают на звёзды, после чего появляется кнопка сброса, а их силы начинают исчезать. Понимая, что процесс их убивает, Эллисон убивает Реджинальда и нажимает на кнопку. В перезапущенной вселенной Эллисон воссоединяется с Клэр и Рэем, отеля «Обсидиан» больше нет, Лютер жив и обладает человеческим телом, потерянные конечности Пятого и Диего восстанавливаются, Слоун пропадает и все теряют свои способности. Когда братья и сёстры расходятся, Реджинальд наблюдает за городом, находящимся под его контролем, вместе со своей живой женой Эбигейл. В сцене в середине титров Бен едет в метро Сеула на поезде, аналогичном тому, где он был рождён. |            |                                                               |               |                                        |               |

## Производство

### Разработка
10 ноября 2020 года Netflix продлил сериал «Академия Амбрелла» на третий сезон, а позднее назначил дату его премьеры на 22 июня 2022 года. Первые два сезона вышли в эфир с рейтингом «TV-14», но для третьего сезона ценз был увеличен до «TV-MA», в основном из-за большего количества ненормативной лексики, чем ранее.

### Сценарий
В июне 2022 года создатель сериала Стив Блэкман объявил, что в тот момент, когда Эллиот Пейдж поделился с ним новостями о смене своего пола, работа над сценариями для третьего сезона была уже завершена. Блэкман и Пейдж общими усилиями включили в сценарии каминг-аут Виктора, что первый посчитал «очень значимым». Чтобы проконтролировать то, с каким уважением в сериале выполнен переход от Вани к Виктору, в производство был вовлечён Томас Пейдж Макби, ранее работавший с Пейджем над мини-сериалом «Городские истории» (2019).

### Подбор актёров
Вместе с продлением было подтверждено, что Эллиот Пейдж, Том Хоппер, Дэвид Кастанеда, Эмми Рэвер-Лэмпман, Роберт Шиэн, Эйдан Галлахер, Джастин Х. Мин, Риту Эрийа и Колм Фиори вернутся к своим ролям. 11 января 2021 года стало известно, что Джастин Корнвелл, Бритни Олдфорд, Генезис Родригес, Каззи Дэвид и Джейк Эпштейн сыграют в третьем сезоне членов Академии «Спэрроу». В январе 2022 года Джейвон Уолтон в одном из интервью сообщил, что также снялся в сериале.

### Съёмки
Съёмочный период третьего сезона начался 7 февраля 2021 года и завершился 28 августа 2021 года.

## Реакция

### Отзывы критиков
На сайте-агрегаторе рецензий Rotten Tomatoes третий сезон имеет рейтинг 91 % со средней оценкой 7.5 / 10, основанный на 43 отзывах. Консенсус сайта гласит: «В этом перегруженном сезоне „Академия Амбрелла“ немного расширяет границы, но при этом сохраняет тот сумасшедший креатив и резонансные отношения персонажей, за которые сериал любят фанаты». Портал Metacritic, выставляющий оценки по среднему арифметическому взвешенному, присвоил сезону 73 балла из 100 возможных на основе 9 рецензий, что соответствует статусу «в целом положительные отзывы».

### Награды и номинации
| Год  | Премия                 | Категория                                       | Номинант(ы)         | Результат | Ист.   |
| ---- | ---------------------- | ----------------------------------------------- | ------------------- | --------- | ------ |
| 2022 | Сатурн                 | Лучший телесериал в жанрах: экшн / триллер      | «Академия Амбрелла» | Номинация | [ 16 ] |
| 2022 | Сатурн                 | Лучший актёр в телесериале для потокового медиа | Эллиот Пейдж        | Победа    | [ 16 ] |
| 2022 | People’s Choice Awards | Научно-фантастический/фэнтезийный сериал года   | «Академия Амбрелла» | Номинация | [ 17 ] |

## Комментарии
1. 1 2 3  В первых двух сезонах актёр был обозначен как Эллен Пейдж, однако в течение недели после того, как Пейдж объявил о смене имени в декабре 2020 года, Netflix изменил имя Эллен на Эллиота в титрах этих сезонов, а также других проектов из своей библиотеки с участием актёра[1], в том числе фильмов «Таллула[англ.]» (2016) и «Коматозники» (2017) и мини-сериала «Городские истории[англ.]» (2019)[2].